# Раків (зупинний пункт)
Ра́ків — пасажирський залізничний зупинний пункт Івано-Франківської дирекції Львівської залізниці на лінії Стрий — Івано-Франківськ між станціями Рожнятів (4 км) та Долина (10 км). Розташований в селі Раків Калуського району Івано-Франківської області.

## Пасажирське сполучення
На зупинному пункті Раків зупиняються дизель-поїзди сполученням Стрий — Івано-Франківськ.